# NGC 6772
NGC 6772 est une nébuleuse planétaire située dans la constellation de l'Aigle. NGC 6772 a été découverte par l'astronome germano-britannique William Herschel en 1784. 

## Observation
Avec une magnitude visuelle apparente de 12,7, il est impossible d'observer cette nébuleuse avec des jumelles. On peut cependant la voir dans un petit télescope dont le diamètre de l'ouverture est d'environ 15 cm. Elle est difficile à voir, car de faible magnitude et de petite taille, elle a la forme d'un anneau aplati, dans un champ bien fourni d'étoiles. 

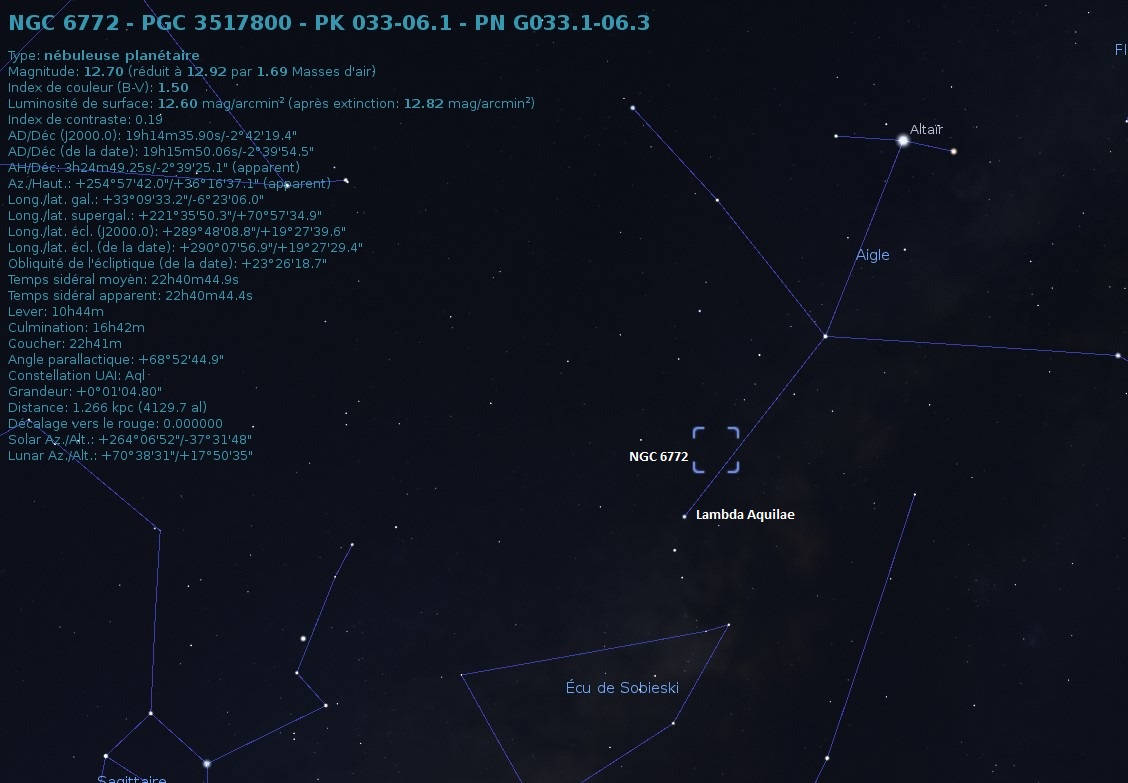
Emplacement de NGC 6772 dans le ciel de la Terre (Stellarium).

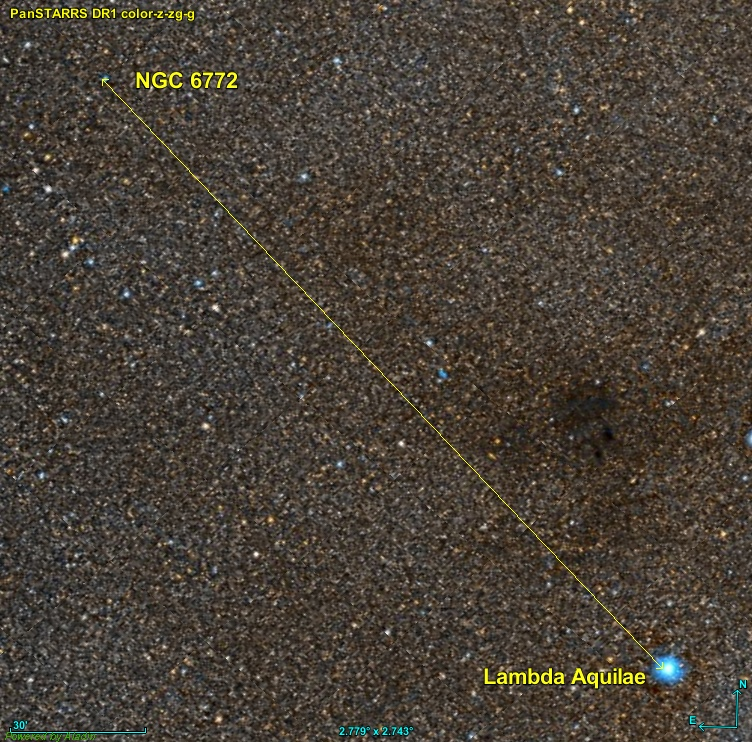
Position de NGC 6772 par rapport à une étoile de la constellation de l'Aigle.

La nébuleuse est située à environ 1,1 degré au sud-ouest de l'étoile Lambda Aquilae (Al Thalimain Prior, sur l'image de Stellarium) et à 3,0 degrés au nord-est de l'étoile Lambda Aquilae.

## Caractéristiques

### Distance, taille et vitesse
Une seule distance est indiquée sur la base de données astronomique Simbad : environ 1 266 (∼). Puisque sa taille apparente est de 1,43′, un calcul rapide montre que son envergure est égale à 1,7 al. Peu de données sont disponibles pour cette nébuleuse planétaire.

### Étoile centrale
La magnitude visuelle de l'étoile centrale est égale à 18,61 et sa masse est estimée à 2,384 {\displaystyle M_{\odot }}. Sa température de surface atteint les 135 kK ({\displaystyle Log(T_{eff})=5,13}) et sa luminosité est égale à 162 {\displaystyle L_{\odot }} ({\displaystyle Log(L/L{\odot })=2,21}). Le rayon de la nébuleuse est estimé à 0,184 pc et son âge est égal à 4 030 ans.